# Braddock: Missing in Action III
(James Braddock)
Braddock: Missing in Action III è un film statunitense del 1988, sequel di Rombo di tuono. Il film è interpretato da Chuck Norris, che ha anche partecipato alla sceneggiatura, e diretto dal fratello Aaron Norris. Il film è conosciuto in Italia anche con il titolo Rombo di tuono 3 o Rombo di tuono 3: Missing in Action 3.

## Trama
29 aprile 1975, Vietnam. La repubblica è caduta dopo la guerra, e le strade sono assediate da vandali che distruggono la città. In questo clima agguerrito, l'ambasciata americana tenta di salvare i cittadini vietnamiti-americani. Il colonnello James Braddock attende l'arrivo della moglie Lin Braddock alla sede dell'ambasciata, e riceve la notizia che si trova nella propria abitazione e sta preparando le valigie, così si reca alla loro casa. Nel frattempo mentre Lin si sta preparando, una sua amica in casa con lei le ruba un braccialetto che le aveva regalato il marito. Mentre Lin esce di casa una bomba scoppia nell'abitazione e la sua amica muore. Braddock, giunto sul posto su una Jeep, nota trasportare una barella con un cadavere bruciato, e non può fare a meno di notare che la vittima porta al polso il bracciale che lui aveva regalato a Lin. Essendo il corpo in condizioni irriconoscibili Braddock crede che si tratti di sua moglie e fa ritorno all'ambasciata. Allo stesso tempo Lin, che si sta dirigendo nello stesso posto, viene aggredita per strada e derubata dei propri documenti, e una volta giunta all'ambasciata i soldati americani non la lasciano passare per la mancanza dei documenti. Una volta riempiti gli elicotteri i militari americani lasciano il posto, e Lin resta così nel Vietnam.
1988, Washington. Il Reverendo Polanski giunge in America e trova James Braddock; lo mette al corrente che sua moglie è ancora viva, e che ha avuto un figlio da lui. Braddock inizialmente si rifiuta di credergli, ma quando viene scortato da alcuni uomini della CIA al comando e costoro tentano di convincerlo che la storia del Reverendo sia una montatura Braddock capisce che è la verità. Nonostante l'agenzia tenti di imporgli di non tornare nel Vietnam, Braddock giunge a Bangkok, e insieme a un amico volano su un aereo privato fino ad arrivare sulla costa del Vietnam. Braddock a questo punto si paracaduta dall'aereo con un canotto, sfugge a due imbarcazioni di guardia e nasconde la propria nella giungla. Si reca alla missione del Reverendo Polanski, e si fa indicare dove abita sua moglie. Raggiunge la casa e trova sua moglie col loro figlio Van e li accompagna al luogo dove tiene il canotto; ma appena giunti sul posto si accendono delle luci e vengono circondati da diversi soldati vietnamiti armati. Fa la sua comparsa il Generale Quoc, il quale gli dice che ha sospettato di lui per via del fatto che il Reverendo era tornato dal suo paese e che un battello era sfuggito alle sue guardie costiere; e che intende fargliela pagare per tutto quello che ha fatto contro il Vietnam. E sebbene Braddock insista che la moglie e il figlio non c'entrino niente con questo, Quoc spara in testa a Lin e porta Braddock e il figlio in prigione, dove vengono torturati con sadici giochetti. Dopo essere stato torturato, Braddock viene scortato da alcuni uomini in cella, ma incredibilmente le forze non gli mancano e riesce a sopraffare gli uomini e a far fuggire Van. Dice a quest'ultimo di recarsi alla missione del reverendo, ma il generale Quoc va proprio lì a cercarlo, lo trova e decide di arrestare il reverendo con tutti i bambini che costui accudisce. Braddock decide di agire. Torna al canotto e recupera le armi. Il mattino dopo si reca al campo dove sono tenuti il reverendo e i bambini, uccide tutte le guardie da solo e carica i bambini e il reverendo su un camion; che verrà poi distrutto dopo un inseguimento da un elicottero nemico. Braddock e gli altri a questo punto si trovano a 90 km dal confine con la Thailandia. Capiscono che l'unica possibilità di fuga è  incamminarsi, ma ad un certo punto la stanchezza li assale. Arrivati vicini a un aeroporto militare Braddock elude le guardie e fa salire i ragazzi su un aereo da trasporto; ma, prima che riesca a decollare, il generale Quoc e i suoi uomini sparano all'aereo forando i serbatoi del carburante. La perdita costringe  Braddock, dopo qualche minuto, ad un atterraggio di emergenza dopo aver chiesto aiuto via radio. Giunti sul ponte che segna il confine vengono attaccati dai soldati vietnamiti, ma Braddock ancora una volta riesce a uccidere i militari compreso Quoc, arrivato con un elicottero, e a varcare il confine con il reverendo e i suoi bambini, ricongiungendosi ai soldati americani che, rispondendo all'SOS lanciato sull'aereo, lo aspettavano all'altro capo del ponte.